# Nola karelica
Nola karelica là một loài bướm đêm thuộc họ Nolidae. Nó được tìm thấy ở miền bắc và miền trung Fennoscandia tới miền bắc Nga, Amur, Siberia và Armenia.
Sải cánh dài 16–22 mm.

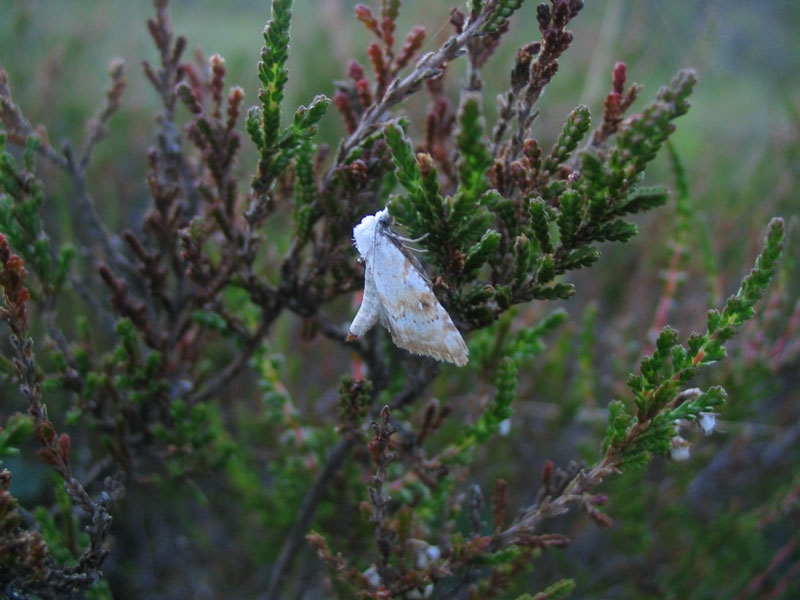

Ấu trùng ăn các loài Salix repens, Rubus chamaemorus và Vaccinium uliginosum.

## Phụ loài
- Nola karelica karelica
- Nola karelica tigranula Püngeler, 1902